# Đặng Chi
Đặng Chi (chữ Hán: 鄧芝; Phiên âm: Dèng Zhī; 168–251) là một đại thần, tướng lĩnh nhà Thục Hán thời kỳ Tam Quốc trong lịch sử Trung Quốc.

## Thân thế
Đặng Chi tự là Bá Miêu (伯苗), người huyện Nghĩa Dương, Tân Dã (新野).
Đặng Chi là hậu duệ của Đặng Vũ – khai quốc công thần nhà Đông Hán, người theo giúp vua Hán Quang Vũ Đế, làm đến chức Tư đồ.

## Thời Lưu Bị
Cuối thời Đông Hán loạn lạc, Đặng Chi chuyển tới sống ở Ích Châu (益州) nhắm tránh sự hoản loạn ở khu vực trung nguyên. Do không gặp thuận lợi ở vùng đất này, ông rất lo lắng cho tiền đồ của mình. Ông bèn tìm đến một thầy tướng số người bản địa tên là Trương Dụ (張裕) để hỏi về tương lai của mình. Trương Dụ phán rằng ông sẽ trở thành Thượng tướng quân và được phong hầu nhưng phải khi ông 70 tuổi. Đặng Chi cảm thấy khó có thể tin được những lời của Trương Dụ.
Đặng Chi nghe nói thái thú Ba Tây (thuộc Ích châu) là Bàng Hy kết nạp nhân tài, bèn tìm đến. Ông được Bàng Hy thu nạp, rồi sau đó giao giữ chức chủ quản coi lương thực, đồ đạc của quan lại tại huyện Tì.
Năm 214, Lưu Bị tiến vào chiếm Tây Xuyên, Bàng Hi quy hàng, Đặng Chi được phong cho một chức quan nhỏ. Một hôm, Lưu Bị đi ngang qua Bì thành (郫城), nơi Đặng Chi đang làm việc, sau một cuộc trò chuyện đã phát hiện ra ông có tài. Vì vậy Đặng Chi nhanh chóng được thăng cấp lên làm Huyện lệnh huyện Bì, rồi sau đó thăng làm Thái thú Quảng Hán. Ông làm việc rất cần mẫn nhằm chứng tỏ năng lực thực sự của bản thân. Đặng Chi là người thanh liêm chính trực, danh tiếng vang xa.
Do đó, Quảng Hán được cai trị rất tốt, và Đặng Chi được triệu về nhậm chức ở trung tâm quyền lực của Thục Hán là Thành Đô.

## Thời Lưu Thiện

### Nhà ngoại giao
Năm 223, Lưu Bị đánh Ngô, bị thua nặng ở Di Lăng, phải rút về thành Bạch Đế rồi qua đời. Thái tử Lưu Thiện lên thay, tức là Hậu chủ, thừa tướng Gia Cát Lượng làm phụ chính.
Lúc đó nước Thục vừa thua trận, phía bắc có Tào Ngụy hùng mạnh, phía đông là Đông Ngô vừa giao tranh. Tuy Ngô vương Tôn Quyền đã chủ động nối lại hoà bình với Thục vì sợ Tào Ngụy uy hiếp nhưng sau đó lại trở mặt, xúi giục các tướng lĩnh vùng Nam Trung của nước Thục như Ung Khải, Chu Bao phản lại Thục (mấy tướng này bắt trói Trương Duệ giao cho Đông Ngô), lại phong con Lưu Chương là Lưu Xiển làm châu mục Ích châu để kích động Xiển đòi lại Tây Xuyên mà Lưu Chương đã mất về tay Lưu Bị. Vì vậy Gia Cát Lượng rất lo lắng về mặt Đông Ngô.
Đặng Chi đến gặp Gia Cát Lượng, khuyên nên sai sứ sang Đông Ngô để củng cố lại quan hệ ngoại giao. Gia Cát Lượng bèn cử luôn ông đi sứ. Đặng Chi đến nước Ngô, nhưng Ngô chủ Tôn Quyền đã cố tình không tiếp ông. Ông bèn chủ động dâng biểu xin gặp Tôn Quyền, trong biểu ông nói: "Lần này tôi đến cũng là vì nước Ngô chứ không chỉ vì riêng nước Thục".
Tôn Quyền xem biểu liền triệu kiến Đặng Chi. Khi gặp ông, Tôn Quyền bày tỏ sự lo lắng, viện lý do bản tính nhu nhược của Thục chủ Lưu Thiện khiến ông ta chần chừ không quyết và ông ta lo ngại rằng Thục yếu hơn nên sẽ bị Ngụy diệt. Đặng Chi liền thuyết phục Tôn Quyền:
Nếu kết hợp điểm mạnh của 2 nước, chúng ta trở thành liên bang khăng khít như môi với răng thì tiến lên sẽ làm chủ thiên hạ, thoái cũng có thể cùng phương bắc tạo thành thế chân vạc. Nếu đại vương quay sang hàng Ngụy thì vua Ngụy nhất định sẽ lấn lướt nữa, trên thì muốn đại vương đích thân sang triều kiến, dưới thì đòi thái tử sang làm con tin. Nếu đại vương không chịu phục tùng, Ngụy sẽ lấy cớ để dẫn quân thảo phạt. Đến nước đó, Thục sẽ phải tuỳ cơ ứng biến mà thôi. Cứ như thế Giang Nam chắc chắn không còn là của đại vương nữa
Tôn Quyền bị ông thuyết phục, bèn quyết định cắt đứt quan hệ với Tào Phi, tiếp tục giao hảo với Thục, sai Trương Ôn đi sứ Thục khẳng định mối liên minh, đồng thời thả cho Trương Duệ về Thục.
Nhờ lần đi sứ đó của Đặng Chi, các tướng phản Thục ở Nam Trung cũng mất luôn ngoại viện từ Đông Ngô. Vì vậy Gia Cát Lượng yên tâm mang quân bình nam không gặp nhiều trở ngại.
Sau đó Đặng Chi lại đi sứ Đông Ngô lần thứ hai. Tôn Quyền nói về viễn cảnh hai nước Thục, Ngô cùng nhau đánh chiếm và chia lãnh thổ nước Ngụy và hưởng thái bình. Đặng Chi thẳng thắn bác bỏ điều đó và nói rằng hai nước khi đó sẽ tiếp tục phải giao tranh để thống nhất thiên hạ chứ không thể cùng tồn tại. Tôn Quyền rất cảm động và khen ngợi sự thẳng thắn của ông. Tôn Quyền viết thư cho Gia Cát Lượng khen ngợi ông, khẳng định mối giao hảo giữa Ngô và Thục có nối lại được đều do công lao của Đặng Chi.

### Tướng quân
Năm 228, Gia Cát Lượng mang quân đánh Ngụy. Đặng Chi được giao đi cùng cánh quân của Triệu Vân. Ông được phong làm Dương Vũ tướng quân. Sau vài trận thắng, quân Thục bị thua và thất thủ Nhai Đình, phải rút về Hán Trung. Triệu Vân và Đặng Chi cũng bị quân Ngụy đánh bại ở Cơ Cốc phải rút lui về, nhưng không bị rối loạn.
Năm 234, Gia Cát Lượng qua đời, Đặng Chi được phong làm Tiền quân sư tiền tướng quân, Dương Vũ đình hầu. Sau đó ông được phong làm Đô đốc Giang châu. Đây là khu vực gần Kinh Châu tiếp giáp biên giới Đông Ngô. Tôn Quyền liên lạc khá thường xuyên với lão bạn hữu Đặng Chi và ông nhận được rất nhiều quà cáp trong thời gian còn tại chức.
Năm 243, Đặng Chi giữ chức Xa kỵ tướng quân, chức danh chỉ đứng dưới Đại tướng quân và Phiêu Kỵ tướng quân, sau đó được phát thẻ bài.
Năm 248, người ở Bồi Lăng giết chết đô uý nổi dậy. Đặng Chi nhận lệnh dẫn quân đi đánh dẹp, giết chết tướng quân phản loạn, khiến Bồi Lăng yên ổn.
Năm 251, Đặng Chi qua đời, ông được hưởng 73 tuổi. Trong đời làm tướng, ông chỉ khâm phục một số ít người, trong đó đặc biệt ông rất kính trọng Khương Duy.

## Nhận định
Đặng Chi coi thường tiền bạc, thương yêu quân sĩ hết lòng. Trong hơn 20 năm làm tướng, Đặng Chi đồng cam cộng khổ với quân sĩ, không có sự phân chia trên dưới. Ông cũng thưởng phạt nghiêm minh, quyết đoán trong công việc, không tư túi cho bản thân mình, nên ngay cả vợ con ông cũng có khi phải chịu đói rét. Sau khi ông mất, trong nhà không có thứ gì xa xỉ.
Đặng Chi thẳng thắn, không giấu giếm cảm xúc của mình, do đó có nhiều sĩ phu không cung kính với ông.

## Trong tiểu thuyết Tam Quốc diễn nghĩa
Trong Tam Quốc diễn nghĩa của La Quán Trung có đề cập đến việc Đặng Chi được Gia Cát Lượng cứ đi sứ sang Đông Ngô để thiếp lập lại liên minh Tôn Lưu sau trận Di Lăng và khi Lưu Bị qua đời. Mưu sĩ của Tôn Quyền là Trương Chiêu kiến nghị cho đặt một cái vạc to chứa đầy nước sôi trước cung điện. Khi Đặng Chi vào diện kiến, ông đã tỏ thái độ không tôn kính đối với Tôn Quyền, Quyền đã dọa sẽ ném ông vào vạc nước sôi. Tuy nhiên, bằng mưu trí của bản thân, ông đã bảo toàn được tính mạng đồng thời còn thành công trong việc thuyết phục Tôn Quyền tái lập liên minh với Thục Hán.

## Chức vụ và chức danh từng nắm giữ
- Bì Thành Phủ Đề Các Đốc (郫城府邸閣督)
- Bì Lệnh (郫令)
- Quảng Hán Thái thú (廣漢太守)
- Thượng thư (尚書)
- Trung Giám Quân (中監軍)
- Dương Vũ Tướng Quân (揚武將軍)
- Tiền Quân Sư (前軍師)
- Tiền Tướng Quân (前將軍)
- Cổn Châu Thứ Sử (袞州刺史)
- Dương Vũ Đình Hầu (陽武亭侯)
- Xa Kỵ Tướng Quân (車騎將軍)